# 21世紀
21世紀（にじゅういっせいき）とは、西暦2001年から西暦2100年までの100年間を指す世紀。3千年紀における最初の世紀である。

## 21世紀の主なできごと

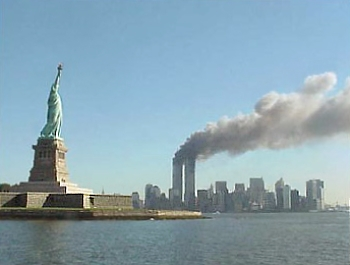
アメリカ同時多発テロ事件

### 戦争と政治
- 2001年
  - 9月11日 - アメリカ同時多発テロ事件発生[1][2][3]。イスラーム過激派によってハイジャックされた4機の旅客機がアメリカ合衆国内の複数の地上施設めがけ激突。死者2,993人。
  - 10月7日 - アフガニスタン戦争開戦。
- 2002年
  - 5月20日 - 東ティモールがインドネシアの占領から独立した。
  - 10月 - モスクワ劇場占拠事件発生。鎮圧にあたったスペツナズによる有毒ガス使用の結果、人質129人が窒息死した。
- 2003年
  - 2月 - スーダン西部でダルフール紛争勃発。
  - 3月19日 - イラク戦争開戦。4月9日、バグダード陥落。イラクはアメリカ合衆国を中心とした連合国暫定当局の統治下におかれる（〜2004年6月）。
- 2004年
  - 3月11日 - マドリード列車爆破テロ事件。191人が死亡。
  - 9月1日 - ベスラン学校占拠事件。1181人が人質となり、犯人グループと治安部隊との間でおこなわれた銃撃戦の結果386人以上が死亡した。
- 2005年
  - 7月7日 - ロンドン同時爆破事件発生。イギリスの首都ロンドンにおいて地下鉄の3か所がほぼ同時に、その約1時間後にバスが爆破され、56人が死亡。
- 2006年
  - 6月3日 - モンテネグロがセルビアから分離独立した。
  - 7月12日 - イスラエルによるレバノン侵攻。
  - 10月9日 - 北朝鮮が初の核実験。
  - 12月30日 - サッダーム・フセイン元イラク大統領の死刑執行。
- 2008年
  - 3月10日 - 2008年のチベット騒乱が発生。中国当局による武力鎮圧が行われる。
  - 8月7日 - 南オセチア戦争が勃発。ロシアおよび南オセチア・アブハジアの分離独立派がグルジアに勝利。
  - 11月26日 - ムンバイ同時多発テロが発生。爆破と銃撃により、172人以上が死亡。
- 2009年
  - 1月20日 - バラク・オバマがアメリカ合衆国建国以来、初の黒人大統領として第44代アメリカ合衆国大統領に就任。
- 2010年
  - 2010年欧州ソブリン危機。ギリシャが財政危機に陥る。同時にスペイン、ポルトガル、アイルランドなどが深刻な経済危機に見舞われ、2012年にはスペインが財政危機に陥った。欧州通貨統合によるユーロ防衛のためにとられている欧州諸国の緊縮財政政策によりユーロ圏の失業率は極端に上がり、スペインやギリシャの若年層は過半数が失業する事態に。
- 2011年
  - チュニジアのジャスミン革命が各国に波及し、アラブ各国で独裁政権に対するデモに発展（アラブの春）。エジプトではムバーラク政権が崩壊、リビアではNATOが軍事介入し半年間の内戦の末にカダフィ政権が崩壊するもさらなる内戦へ突入、イエメンも内戦へ突入しサーレハ大統領が殺害され、シリアではアサド政権と反政権側の対立に加え、アルカーイダ系組織らの介入などもあり内戦が泥沼化した。
  - 5月2日 - アルカーイダの最高指導者でアメリカ同時多発テロ事件の首謀者ともされるウサーマ・ビン・ラーディンが、パキスタン・アボッターバードにてアメリカ合衆国特殊部隊との銃撃戦の末に殺害された。
  - 7月9日 - 南スーダンがスーダンから分離独立した。
- 2014年
  - 2月 - ウクライナ紛争 (2014年-) 勃発。
  - サラフィー・ジハード主義のイスラーム過激派組織「ISIL」がシリア・イラク両国内で勢力を伸ばし、地域情勢が深刻化。アメリカ合衆国などが空爆を実施する事態となった。
- 2015年
  - パリ同時多発テロ事件などISIL支持者によるテロが世界的に多発する。
- 2016年
  - アラブの春を始めとした出来事に起因する難民問題などにより、欧米を中心としてポピュリズムが支持を拡大、ドナルド・トランプアメリカ合衆国大統領が誕生する。
- 2018年
  - 5月9日 - マレーシアで初めての政権交代。マハティール・ビン・モハマド元首相は野党を率いて、腐敗したナジブ・ラザク首相に対して勝利を収めた。
- 2020年
  - 1月30日 - 新型コロナウイルス感染症の世界的流行:世界保健機関が「国際的に懸念される公衆衛生上の緊急事態」を宣言[4]。
  - 9月27日 - 第2次ナゴルノ・カラバフ紛争勃発。11月10日にアゼルバイジャン軍優勢の戦況で停戦。停戦協定によりアルツァフ共和国が領土の大部分を失う。
- 2021年
  - 1月6日 -  2021年アメリカ合衆国議会議事堂襲撃事件: ドナルド・トランプ支持者が議事堂を襲撃。
  - 1月20日 - ジョー・バイデンが第46代アメリカ合衆国大統領に就任。
  - 8月30日 - アメリカ軍がアフガニスタンからの撤退を完了し、約20年間行われた軍事作戦を終結[5]。
- 2022年
  - 2月24日 - ロシアによるウクライナ侵攻。
- 2023年
  - 10月7日 - パレスチナ・イスラエル戦争勃発。
- 2024年
  - 12月3日 - 韓国の尹錫悦大統領が非常戒厳令を宣言。国会の決議により約6時間後に収束。同月14日には同国で3例目となる大統領の弾劾訴追案が可決し、職務が停止された。
  - 12月8日 - シリアのアサド政権崩壊。54年にわたるアサド家の長期統治に終止符。直後からイスラエルが50年ぶりにゴラン高原に隣接するシリアとの緩衝地帯に地上侵攻した。
- 2025年
  - 1月20日 - ドナルド・トランプが2度目となるアメリカ合衆国大統領に就任。退任後の返り咲きは132年ぶり2人目。

### 科学技術
- 2001年
  - 10月1日 NTTドコモがFOMA（W-CDMA方式）の正式サービスを開始した。世界初の商用第3世代移動通信システム。
- 2003年
  - 2月1日 - スペースシャトルコロンビア号が大気圏再突入後にテキサス州上空で空中分解。搭乗員7人死亡。
  - 4月14日 - ヒトゲノム計画がヒトゲノムの解読完了を宣言。
  - 10月15日 - 中国、初の有人宇宙船、神舟5号の打ち上げ成功。
- 2006年
  - 8月24日 - 国際天文学連合で、冥王星が惑星から準惑星に分類が変更される。また、同時に小惑星ケレスとエリスも準惑星に分類される。
- 2007年
  - 5月4日 - IPCC第4次評価報告書が承認され、地球温暖化問題の進行と人類の責任が明確化される。
  - 6月29日 - 初代iPhoneがアメリカ合衆国で発売。
  - 11月21日 - 京都大学の山中伸弥らのグループが、ヒトの皮膚細胞に遺伝子を組み込むことにより人工多能性幹細胞（iPS細胞）を生成する技術を発表。
- 2010年
  - 5月10日 - クレイグ・ヴェンター研究所が人工ゲノムのバクテリアへの導入に成功。初の合成生命の誕生。
  - 6月13日 - JAXAの小惑星探査機「はやぶさ」が60億kmの旅を終え、地球の大気圏へ再突入した。地球重力圏外にある天体の固体表面に着陸してのサンプルリターンは世界初であった。
- 2012年
  - 6月28日 - エマニュエル・シャルパンティエとジェニファー・ダウドナはCRISPR-Cas9が外来DNAを切断する詳細な仕組みを明らかにする論文を発表し、ゲノム編集の効率が飛躍的に向上した。
  - 7月4日 - 物質が質量を持つに至ったことに深く関わっているとされ、標準理論における最後の未発見素粒子であったヒッグス粒子が欧州原子核研究機構（CERN）により発見された（この時点では「新たな粒子の発見」と発表、ヒッグス粒子であることの確定は翌年）[6]。
  - 10月 - 人工知能の画像認識の精度を競う国際コンテストILSVRC でジェフリー・ヒントン率いるトロント大学のチームが他のチームに圧倒的差をつけて優勝し、ディープラーニングの有用性が認められるきっかけとなった。
- 2019年
  - 4月3日 - ベライゾン・コミュニケーションズはIMT-2020に基づく初の一般消費者向け第5世代移動通信システムをサービス開始した。
  - 4月10日 - 「イベントホライズンテレスコープ（EHT）」プロジェクトにより、ブラックホール直接撮影の成功が発表される。

### 自然災害
- 2001年
  - 1月26日 - インド西部地震 (Mw 7.7) 発生。約2万人が死亡。
- 2003年
  - 6月〜8月 - 西ヨーロッパで記録的な熱波。熱中症などにより5万2千人以上が死亡（詳細は「ヨーロッパ熱波 (2003年)」を参照）。
  - 12月26日 - イラン・バム地震 (Mw 6.6) 発生。3万5千人以上が死亡。アルゲ・バムが壊滅的な損傷を受けた。
- 2004年
  - アメリカ合衆国本土にチャーリー、フランシス、アイバン、ジーンとハリケーンが次々と上陸した。
  - 12月26日 - スマトラ島沖地震 (Mw 9.1 - 9.3) 発生。インドネシア・スマトラ島沖で発生した超巨大地震、大津波によりインド洋沿岸各国に甚大な被害。20万人以上の死者・行方不明者が発生。その後も近海では大きな地震が続発している。
- 2005年
  - 大西洋北部のハリケーンの発生数が史上最多となった。アメリカ合衆国にカトリーナ、リタ、ウィルマといった強いハリケーンが次々と上陸し、ニューオーリンズ市に甚大な被害をもたらした。史上3番目に経済損失額の多い災害。
  - 10月8日 - パキスタン地震 (Mw 7.6) 発生。9万人以上が死亡、約250万人が家を失う。
- 2008年

  - サイクロン・ナルギスが発生、ミャンマーを中心に死者・行方不明者は13万4千人以上。
  - 5月12日 - 中国で四川大地震 (Mw 7.9) 発生。累計で4千万人以上が被災し、6万9千人以上が死亡。
- 2010年
  - 1月12日 - ハイチ地震 (Mw 7.0) 発生。約300万人が被災、死者31万人以上。
  - 2月27日 - チリ地震 (Mw 8.8) 発生。大きな津波も観測され、死者800人以上。
  - 4月14日 - 中国・青海地震 (Mw 6.9) 発生。死者2,500人以上。
  - 6月〜8月 - ロシアで記録的な高温と小雨。死者1万5千人以上、国際的な穀物価格の高騰が発生。
- 2011年
  - 3月11日 - 日本で東北地方太平洋沖地震 (Mw 9.0 - 9.1) 発生。ピーク時の避難者は40万人以上に上り、死者1万5千人以上、東北地方・関東地方に甚大な被害。また、大津波により岩手県・宮城県・福島県の太平洋沿岸の広い地域が壊滅状態となった。自然災害による経済損失額としてはワースト1位。
  - 7月以降 - 東アフリカで旱魃による大飢饉。1,200万人以上が生活を脅かされ、数万人が死亡。
  - 7月 - 翌年1月 - タイで大洪水。300万人以上が被災。死者800人以上。史上4番目に経済損失額の多い災害。
- 2013年
  - 11月8日 - フィリピンに台風30号が上陸。約1,000万人が被災。死者6,000人以上。
- 2015年
  - 4月25日 - ネパール地震 (Mw 7.8) 発生。約800万人が被災。死者約9,000人。
- 2019年
  - ヨーロッパに熱波。フランスでは約1,500人が死亡[7]。
- 2023年
  - 2月6日 - トルコ・シリア地震 (Mw 7.8) 発生。死者5万6千人以上。
- 2024年
  - 1月1日 ‐ 令和六年能登半島地震（Mw 7.5）発生。死者300人以上。

### 社会
- 2003年
  - 重症急性呼吸器症候群（SARS）の世界的な大流行。2003年7月に新型肺炎制圧宣言が出されるまでの間に8,069人が感染し、775人が死亡した。
- 2007年
  - 日本の人口がピークの1億2771万人（内閣府の推計）、以降人口は減少に転じる[8]。
  - サブプライムローン問題が深刻化、アメリカ合衆国を中心に世界的な市場の混乱が発生。2008年には新興国にも恐慌が波及し、世界同時不況へ発展した。
- 2009年
  - A型、H1N1亜型による新型インフルエンザの世界的流行。豚のあいだで流行していたウイルスが農場などで豚から人に直接感染し、それから人の間で広まったとされる。
- 2011年
  - 2月3日、IANAの管理するIPv4アドレスで新規に配布する予備が枯渇。4月15日、他の地域（RIR）に先駆けて、日本のJPNICを含むAPNICの新規に配布する在庫も事実上枯渇した。これまでのIPv4アドレスの再配置やIPv4アドレスの有効利用、IPv6の段階的な利用以外で新規グローバルIPアドレスは取得できなくなった。IPv4アドレスの有効利用については、インターネットプロバイダ経由においてはローカルアドレスを有効利用する方法も考えられる。
  - 3月11日 - 日本の東北地方と関東地方で、原子力発電所5カ所が東北地方太平洋沖地震により被災。福島第一原発では炉心溶融が発生、日本史上最悪レベルの原子力事故となった。
- 2014年
  - エボラ出血熱が西アフリカで過去最大の流行となり、1万人を超える感染者と数千人の死者を出す深刻な事態となっている（2014年の西アフリカエボラ出血熱流行）。
- 2020年
  - 新型コロナウイルス（SARS-CoV-2）による急性呼吸器疾患（COVID-19）が世界的流行となり、2022年8月下旬時点で全世界の累計感染者数は6億人を超え[9][10]、さらに死者数も600万人を超える甚大な被害となっている[11]。

### スポーツ
- 2002年
  - FIFAワールドカップ日韓大会
  - ソルトレークシティオリンピック（冬季）
- 2004年 - アテネオリンピック（夏季）
- 2006年
  - トリノオリンピック（冬季）
  - 第1回ワールド・ベースボール・クラシック
  - FIFAワールドカップドイツ大会
- 2008年 - 北京オリンピック（夏季）
- 2009年 - 第2回ワールド・ベースボール・クラシック
- 2010年
  - バンクーバーオリンピック（冬季）
  - FIFAワールドカップ南アフリカ大会 - FIFAワールドカップではアフリカ大陸初の開催となった。
- 2012年 - ロンドンオリンピック（夏季）
- 2013年 - 第3回ワールド・ベースボール・クラシック
- 2014年
  - ソチオリンピック（冬季）
  - FIFAワールドカップブラジル大会
- 2016年 - リオデジャネイロオリンピック（夏季） - 近代オリンピックでは南米大陸初の開催となった。
- 2017年 - 第4回ワールド・ベースボール・クラシック
- 2018年
  - 平昌オリンピック（冬季）
  - FIFAワールドカップロシア大会
- 2021年 - 東京オリンピック（夏季） - COVID-19パンデミックの影響で、近代オリンピック史上初めて1年延期された。
- 2022年
  - 北京オリンピック（冬季） - 2008年の夏季大会に続き、世界で初めて夏冬の両五輪を同一都市で開催。　　　　　　　　　
  - FIFAワールドカップカタール大会 - FIFAワールドカップでは中東初開催となり、また冬季開催も初である。
- 2024年 - パリオリンピック（夏季）

### 天文現象
- 2001年
  - 11月19日 - しし座流星群がピークを迎え、1時間に数百から数千以上となる流星雨が観測された。
- 2013年
  - 2月15日 - ロシアのチェリャビンスク州に隕石が落下。衝撃波により窓ガラスなどが割れ1,500人近くが負傷した。
  - この年の半ば以降に太陽活動の極大期が予測されていたが、通常の極大期よりも黒点数が少なく活動自体も低調に推移しており[12]、また極大期に起こる現象として太陽の北極部では前年より磁場の反転が起きたが、一方の南極部では反転が1年以上遅れたため、一時的に北極部と南極部が同じ磁極となる特殊な状態が見られた[13]。

## 予測される天文現象
- 2029年4月13日 - 小惑星アポフィスが32,500km（静止軌道近く）の距離まで地球に接近する。
- 2030年6月1日 - 北海道で金環食（2030年6月1日の日食）。
- 2030年9月21日 - 小惑星状物体 2000 SG344 が月までの距離の13倍程度まで地球に接近する。
- 2032年12月22日 - 小惑星2024 YR4が地球に接近。
- 2035年9月2日 - 本州の能登半島から鹿島灘（茨城県）にかけての範囲で皆既日食。
- 2036年4月13日 - 小惑星アポフィスが地球に再接近。
- 2038年 - 2039年 - 土星の環の消失現象観測（3回観測、地球から見て完全に水平になる）。
- 2040年2月5日 - 小惑星 2011 AG5 が地球に接近。
- 2041年10月25日 - 本州中央部（北陸から東海）で金環食。
- 2048年6月3日 - 小惑星 2007 VK184 が地球に接近。
- 2042年4月20日 - 鳥島近海で皆既日食。
- 2061年 - ハレー彗星の接近が予測される。
- 2063年8月24日 - 津軽海峡沿岸で皆既日食、青森県北部や道南で観測できる。
- 2068年4月12日 - 小惑星アポフィスが地球に再接近（衝突確率は15万分の1程度、トリノスケールは0）[14]。
- 2070年4月11日 - ベヨネース列岩で皆既日食。
- 2071年9月16日 - 小惑星状物体 2000 SG344 が地球に再接近（衝突確率は1100分の1程度、トリノスケールは0）[15]。
- 2074年1月27日 - 鹿児島県南部の薩摩半島から大隅海峡沿岸で金環食。
- 2085年6月22日 - 沖縄県で金環食。
- 2089年10月4日 - 宮古島北部で皆既日食。
- 2095年11月27日 - 中国地方と四国で金環食。
- 2098年6月30日 - 宵、太陽と月、惑星が地球から見て日月火水木金土の順に並ぶ。

## 予定されている事柄
- 2025年
  - 昭和100年問題。

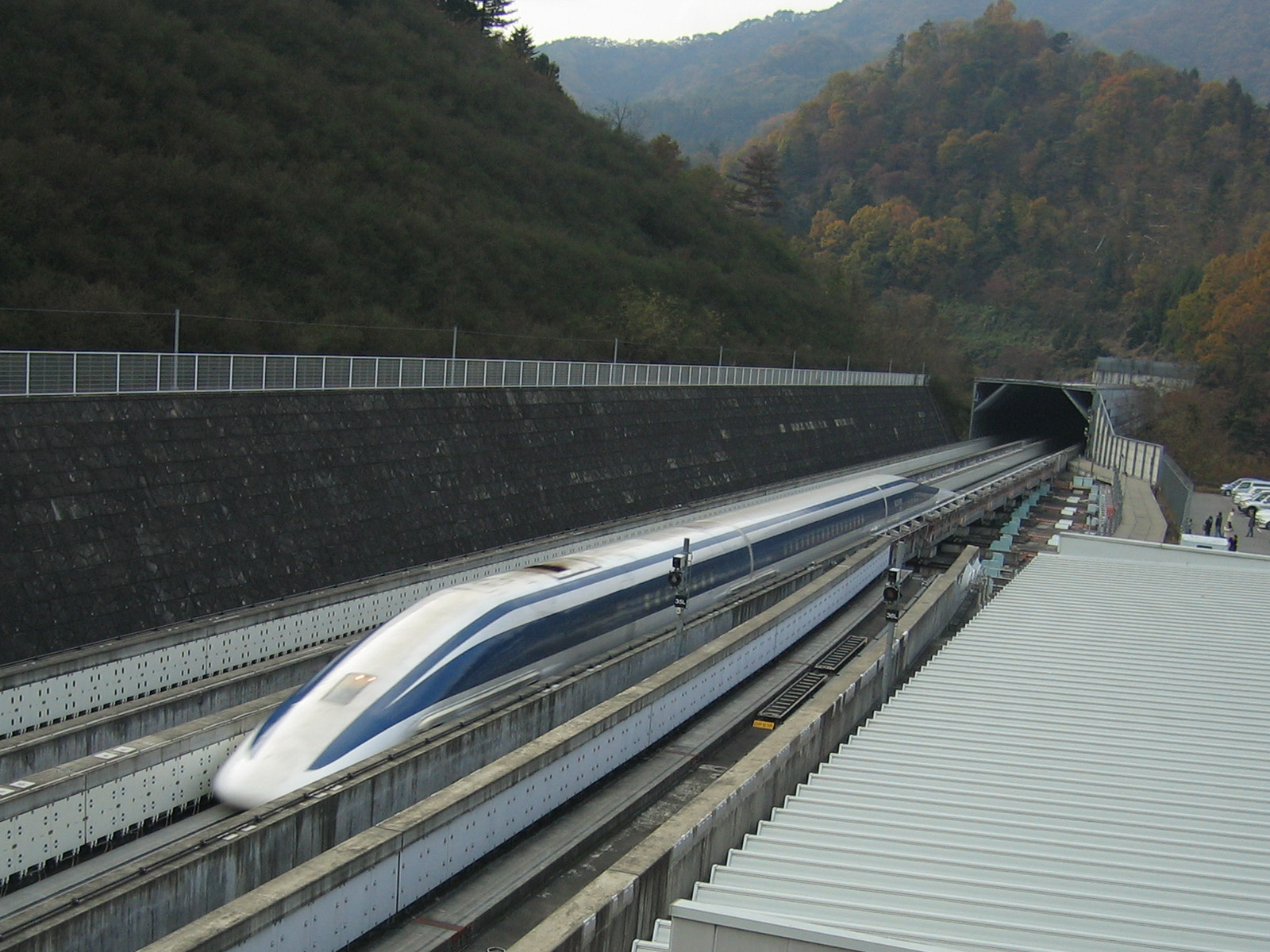
中央新幹線で使用される予定の超電導リニア実験車両

  - 大阪で国際博覧会（大阪・関西万博）が開催予定。
  - NASAがアルテミス計画によりこの年以降、半世紀ぶりに宇宙飛行士を月面に着陸させる予定。
- 2026年
  - ミラノ・コルティナオリンピック（冬季）開催予定。
  - FIFAワールドカップカナダ・メキシコ・アメリカ大会開催予定。今大会より出場枠（参加国数）をこれまでの32チームから48チームに拡大。
  - 公式発表による、スペインのサグラダ・ファミリア完成予定（ガウディ没後100周年）。だたし、今回完成するのは計画されている全18基の尖塔の中で最も高い「イエスの塔」であり、本来の正門「栄光のファサード」と4基の塔、大階段など全体の完成は2034年頃になる見込み。
- 2027年
  - 当初、リニア中央新幹線が東京都内 - 名古屋市内で部分開通を予定していたが、静岡県内での着工の目処は立っておらず同年以降に遅れることが決まった[16]。
  - 5月23日、ミッキーマウスの、日本国内での映画を除く著作権保護期間満了（2006年現在の著作権法上）。
- 2028年 - ロサンゼルスオリンピック（夏季）開催予定。
- 2030年
  - 持続可能な開発目標（SDGs）の達成目標年。
  - スイス連邦鉄道のバーン2000計画がこの頃に完了予定。
  - 2030 FIFAワールドカップ（開催国未定）開催予定。1930年に開催された第1回大会から100周年となる。
  - 国際宇宙ステーション（ISS）は、この頃まで運用予定（NASAの計画）。
- 2031年 - この年の3月まで（2030年度）に、北海道新幹線が札幌駅までの全線で開業となる予定。
- 2032年 - ブリスベンオリンピック（夏季）開催予定。
- 2037年 - リニア中央新幹線の名古屋市内〜大阪市内間が開通し、全通する予定。
- 2038年 - コンピュータ2038年問題。
- 2045年 - この頃までに、高レベル放射性廃棄物の最終処分場の操業を開始する計画になっている。
- 2047年 -  2047年の香港問題。香港のイギリスから中国への1997年返還前の制度維持の保証期限。
- 2050年 - 欧州連合（EU）や日本などは、この年までに温室効果ガス排出量の実質ゼロ（カーボンニュートラル）を目指している（脱炭素社会）。

## 21世紀に関する予測

### 全般的な予測
日本
- 2024年 - ドライバー不足により「モノが運べない」物流危機が始まる（2024年問題）。
- 2025年 - 団塊の世代が後期高齢者（75歳以上）に達し、厚生労働省は社会保障給付費の総額が144兆円に達すると試算している（2025年問題）。
- 2030年 - 少子高齢化、超高齢化社会がさらに進み、国内人口の3人に1人が65歳以上になる。生産年齢人口の減少により人材不足になる（2030年問題）。

### 環境問題に関連した予測
- 2040年 - 地球温暖化により、関東平野がウンシュウミカンの適地に。
- 2050年
  - 国立環境研究所などのチームは、南極上空でオゾン層の回復が進み、この頃にはオゾンホールができなくなるとしている。
  - 気候変動に関する政府間パネルの第4次報告書（2007年）によると、気温上昇を2℃程度に食い止めるには、2050年代までに温室効果ガスの排出量を2000年頃の新世紀より半減させる必要があるとの指摘がされている。
- 2100年
  - 2100年までに海面水位は平成初期の1990年の時点より50cm高くなる見通しであり、その不確実さの範囲は20〜86cmである[17]。
  - 地球の平均気温は1990年時より最大約1.4℃〜5.8℃上昇する。

日本
- 気象庁によると、21世紀末（2076年 - 2095年）の日本の年平均気温は20世紀末との比較で約3℃上昇、また最高気温が35℃以上の猛暑日は東日本・西日本で10日程、北日本で2日程、沖縄・奄美地方で15日程増加する。雨の降らない日も5日から10日の1週間程度増えて、降雪量は東日本の日本海側で平均150cm減るなど全国的に減少傾向にある（空気中の二酸化炭素濃度が現在の1.8倍になるという国連予測に基づく）[18]。

### 人口予測

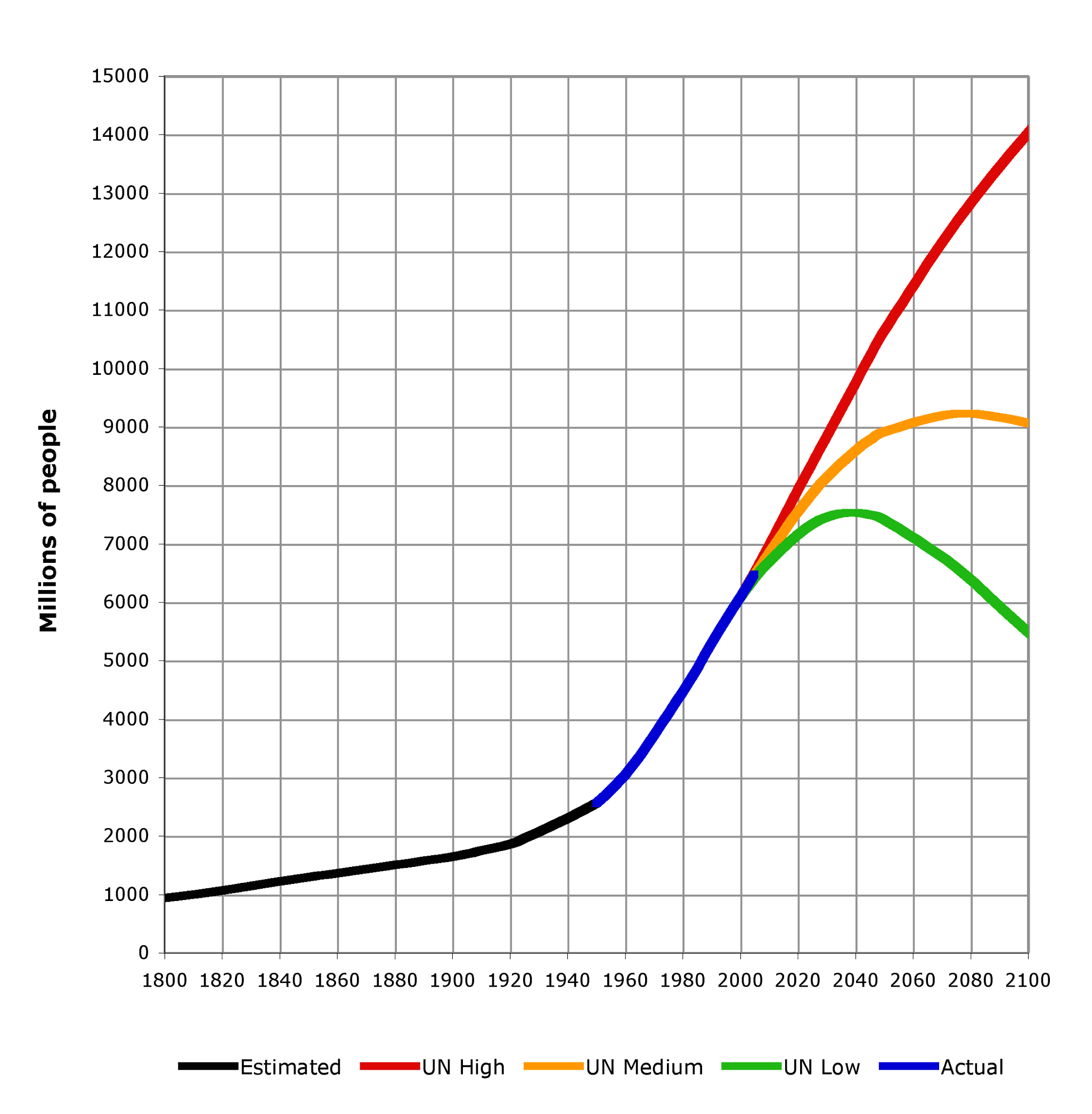
1800年から2100年までの世界人口予測（国連 (2004) 及びアメリカ国勢調査局の評価・推計に基づく）
推定値
統計値
国連の推計値 高位
国連の推計値 中位
国連の推計値 低位

2022年には国連による世界人口の推計が80億人に達した。今後については多くの予測で、21世紀中に世界人口がピークを迎え発展途上国にも高齢化社会が到来すると分析されている。
- 今後の人口に関する推移予測（世界人口は中位値）[19]
  - 2030年 - この頃までに世界人口が85億人に達する[19][20]。
  - 2040年 - この頃までに世界人口が90億人に達する[19][20][注 1]。
  - 2060年 - この頃までに世界人口が100億人に達する[19][20][注 2]。
- 人口予測に関するデータ
  - 日本の将来推計人口（平成18年12月推計）（人口問題研究所）
  - 日本人人口の将来推計
  - 国際連合経済社会局の人口推計
    - WPP2008（国際連合経済社会局人口推計 2008年版）
      - 2050年の世界人口は、低位79.59億人、中位91.5億人、高位104.61億人、コンスタント110.3億人と予測している。
      - 各国の人口予測（2015年、2025年、2050年）については、p20-24（TABLE A.2. TOTAL POPULATION BY COUNTRY, 1950, 2009, 2015, 2025 AND 2050）を参照。

    - 過去のその他のデータ
      - WPP2006（国際連合経済社会局人口推計 2006年版）
      - WPP2004（国際連合経済社会局人口推計 2004年版）
      - WPP2002（国際連合経済社会局人口推計 2002年版）

### 科学技術予測
- 2025年 - 齊藤元章はこの頃までにプレ・シンギュラリティ（社会的特異点）が到来し、GNR革命（遺伝子工学、ナノテクノロジー、人工知能の爆発的進歩）が始まると予測している。
- 2045年 - 未来学者レイ・カーツワイルは、この頃にシンギュラリティ（技術的特異点）が到来すると予測している。
- JSTバーチャル科学館｜未来技術年表
- NEDO:未来社会見学会
- NISTEP HOMEPAGE TopFrame Japanese
- 財団法人 未来工学研究所
- 20XX年のユビキタス、ロボット、Web／Tech総研
- 長期的な未来予測で賭けを行なうプロジェクト『ロング・ベッツ』
- 未来技術予測 : 富士通
- 「超小型ロボットが体内で手術」は2018年に実現、未来のIT社会を韓国が予測 (MYCOMジャーナル)

## 21世紀における課題
急激な文明の進歩の途上で発生した問題が山積している。現在、解決に向けた取り組みが世界各国で行われている。
- 地球温暖化
- 宗教紛争・民族紛争
- 戦争・テロリズム
- 原子力事故と放射性廃棄物による放射能汚染
- 核兵器の存在と生物兵器・化学兵器の脅威

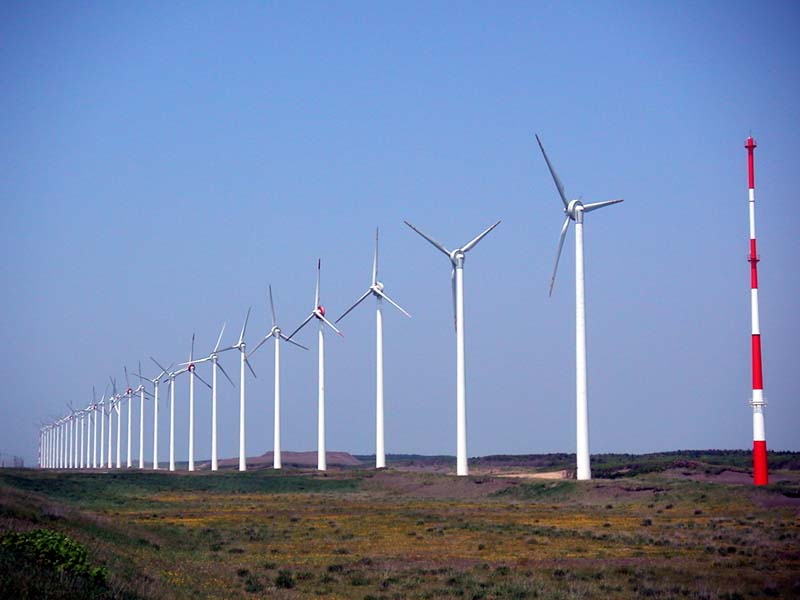
環境技術（オトンルイ風力発電所）

- 感染症 - エイズ、SARS（新型コロナウイルスを含む）、新型インフルエンザなど。
- 南北問題
- 貧困
- 砂漠化と森林の喪失
- 漁業資源の枯渇・海洋汚染
- 化石燃料・レアアースの枯渇
- 開発途上国における人口爆発
- 先進国における少子化・高齢化

### 科学技術
20世紀から21世紀にかけての人口の増加と、人間活動の広がりは、地球環境への負荷を非常に大きなものとした。豊かな生活と環境負荷の軽減を両立させるために、新たな環境技術開発が切望されている。また、20世紀後半からの医学・生物学・生命工学の発展は著しく、再生医療や遺伝子治療の実用化により、今まで治ることのなかった病気や老化による障害を治すための研究が進められている。技術進歩を人間の寿命の大幅な延長や肉体機能の拡張に利用しようという動きもある（トランスヒューマニズム）。一方社会の高齢化とあいまって、医療費の高騰も心配されている。
携帯電話やパソコンによるインターネットは、テレビ・ラジオ・CD・新聞など既存のメディアを取り込んで急速に情報化を進展させている。これによりインターネットに接続されたコンピュータの数が増加するとともに、IPアドレスの不足が深刻化しつつある。これに関してはユビキタス社会の進展に伴って、今後、IPv4からIPv6への移行が進められている。また近年では、コンピュータ・ウイルスや不正アクセスによる被害が深刻になり、コンピュータセキュリティ上の問題が重要視されてきている。
2000年代以降のコンピュータとインターネットの普及により、ビッグデータと呼ばれる程の巨大な情報が毎日のように生み出されるようになった。さらには、IoT/M2M技術の進歩により現実世界のデータが高精度にサンプリングされてインターネット上に流通するようにもなった。そのような巨大な情報は人間のみでは十分に利活用しきれないため、高性能なコンピュータ・クラスタや人工知能 (AI) の産業への応用が急速に進展している。特に、2006年に提唱され、2012年以降に普及したディープラーニングによって人工知能の応用範囲が大幅に広がったことが大きな契機となった。このまま研究が進み、人工知能に関わる技術が進歩した場合には、ある時点で人工知能の思考能力が人間の頭脳の思考能力を超え始めると考えられている（シンギュラリティの到来。未来学者のレイ・カーツワイルによると、2045年頃と予測されている）。技術的特異点の支持者らによると、これを超えると。人工知能の手になる、より知性的な人工知能の開発が繰り返され、人類だけの頭脳とコミュニケーションの速度では不可能なほどの超加速度的な科学技術の進歩が始まるとされている。2012年にカーツワイルがGoogleに招致されたことや、同年にディープラーニングの応用が急激に広がり始めたことを機に、ビッグデータや人工知能という概念が頻繁にニュースや新聞記事などに取り上げられ、人類はどのようにその日を迎えるべきか、あるいは、そもそも本当にそのような事が起き得るのかという議論が民間でも活発に行われるようになった。

## 20世紀における21世紀像

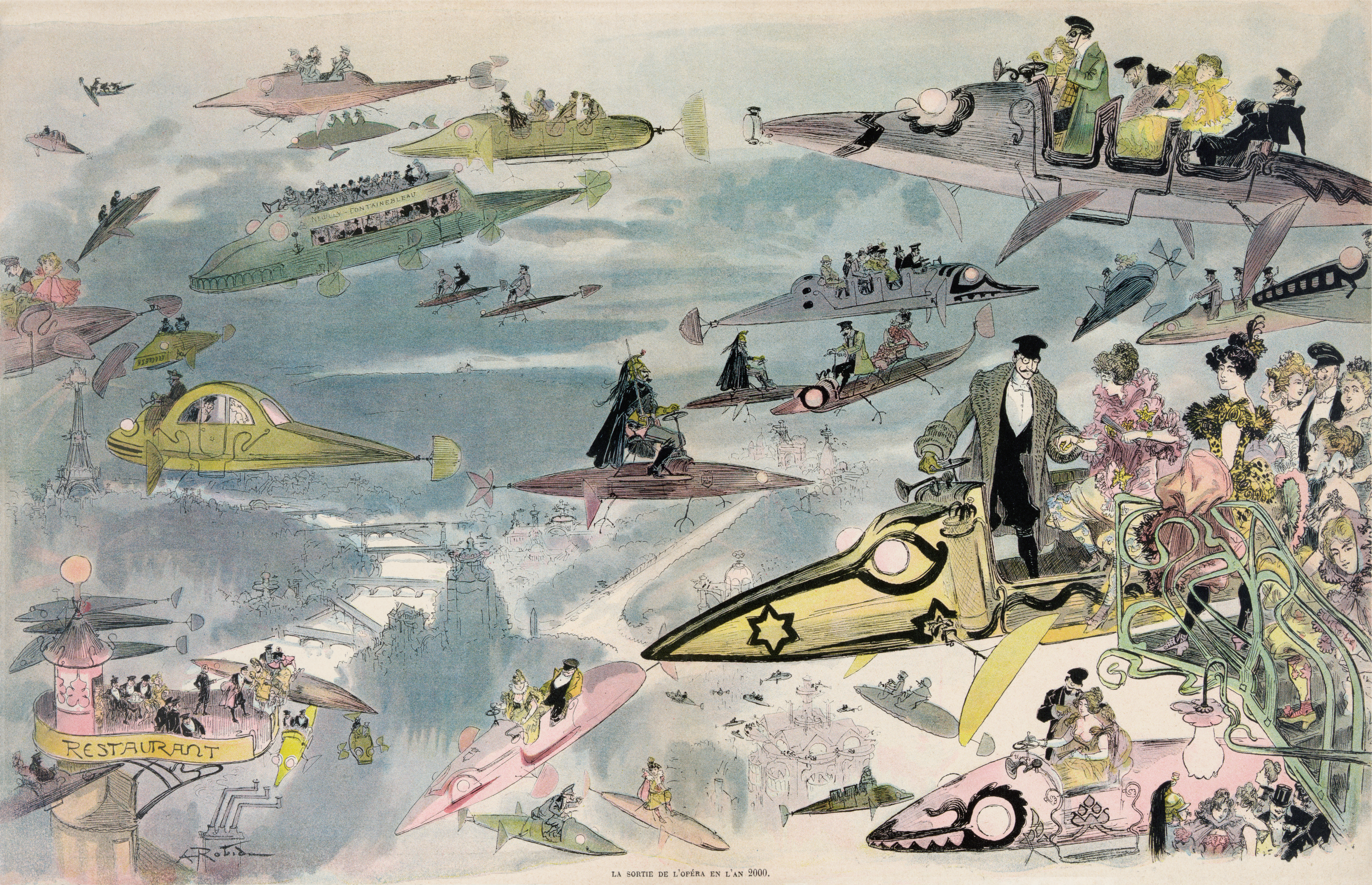
“La Sortie de l'opéra en l'an 2000”
（2000年のオペラからの帰宅）
1882年にアルベール・ロビダによって描かれた空中飛行（空飛ぶ車）

20世紀半ばから後半における21世紀の未来像の定番要素に「テレビ電話」、「壁掛けテレビ」、「立体テレビ」、「電気自動車」、「自動運転車」、「エアカーなど個人用の空飛ぶ乗り物（空飛ぶクルマ）」、「（超高速鉄道としての）リニアモーターカー」、「丸みを帯びた独特なビルディングの形状や上空を通る透明のチューブ」、「宇宙旅行や惑星間の移動、月面基地や火星への移住、大規模な宇宙開発」、「海底都市」、「一家に一台のコンピュータや家庭用ロボット」などがあった。
21世紀は、20世紀においてはまさに"夢"の時代であった。しかし実際に21世紀に入ってみると、コンピュータと情報通信技術に関しては予想を超える爆発的な進化を遂げた一方、宇宙開発や交通分野ではかつての未来像の多くが未だに実現していない。産業革命以来の環境問題・人口爆発・資源不足問題も部分的には改善されたが根本的解決の目処は立っていない。『綻びゆくアメリカ』で著者のジョージ・パッカーは、1973年以降を｢明確な未来を描けなくなった時代｣とし、2013年までに目覚ましいイノベーションが起こったのはコンピューターと金融の業界だけだったとしている。ピーター・ティール率いるファウンダーズ・ファンドは｢空飛ぶ車を夢見ていたのに、手にしたのは140文字だ｣というマニフェストで現状を表した。

### 21世紀初期における現状
本項目では2020年ごろまでの現状と展望を記述する。

#### コンピュータ・インターネット
21世紀初頭は、前世紀期末に引き続きIT関連のテクノロジーが高度化してきた時代である。従来からのパソコンや携帯電話（2010年代前半にフィーチャーフォンからスマートフォンに移行）に加え、2003年ごろからいわゆるデジタル三種の神器（デジタルカメラ・DVDレコーダー・薄型テレビ）をはじめ、デジタルメディアプレーヤーなどのデジタル家電機器が浸透した。こうして、2000年代後半においてコンピュータはすでに「一家に一台」から「一人一台」を超え、「一人多数台」のレベルへと移行するまでの普及を遂げた。これらは、「20世紀における21世紀像」を大きく上回る進化を遂げ、個々のコンピュータの性能も1980年代のメインフレームを遥かに凌駕しており、情報通信技術による社会の変化は情報革命とも呼ばれる。
また現在においては狩猟社会（Society 1.0）、農耕社会（Society 2.0）、工業社会（Society 3.0）を超えて情報社会（Society 4.0）となっているほか、仮想空間と現実空間を融合させ、広大なネットへのアクセスを可能にすることで、人類の身体的・時間的制約を解除するSociety 5.0とそのためのムーンショット目標を日本が提唱している。
コンピュータを常に身につけて利用するウェアラブルコンピューティングも、2000年代に携帯電話（スマートフォン）や携帯ゲーム機の普及により一般化した。ウェアラブルコンピューティングデバイスとして古くから構想されていたスマートウォッチやヘッドマウントディスプレイは1990年代に既に商品化されていたが、本格的な普及が始まるのは2010年代後半に入ってからである。また同時期にはIoT、M2M技術が浸透しはじめ、センサと無線接続機能を持つあらゆる製品がインターネットにつながり、相互に情報交換するようになるなど、ユビキタス社会の深化が進みつつある。家電製品や自動車などの組み込みシステムにはリッチなユーザインターフェース（グラフィカルユーザインタフェース (GUI) や音声ユーザーインターフェース (VUI) ）と無線ネットワーク機能（携帯電話回線への接続や無線PAN機能）が備えられ、スマートフォンなどと連携して動作するようにもなっている。
コンピュータの性能は集積回路の微細化（ムーアの法則）を主な原動力に急激に上昇しつづけてきたが、2000年代中頃から半導体産業はリーク電流の増大という量子力学的効果に起因する難問に直面した。集積回路を微細化しても以前ほどの高速化にはつながりにくくなり、コンピュータ技術はSIMDやマルチコアなど、並列コンピューティングによる性能向上に舵を切った。またこの頃から回路の微細化が進んでも電力消費と発熱がそれに見合うほど減らなくなった（デナード則の崩壊）ため、回路上で同時稼働させることのできないエリアが増え（ダークシリコン問題）、ヘテロジニアス・コンピューティングや特定アプリケーションに特化した回路 (ASIC) の実装が重要になった。さらに、2016年頃からは集積回路の微細化ペース自体も鈍化しはじめ、ムーアの法則に牽引された従来のコンピュータの性能向上パラダイムは終焉を迎えつつある。EUV露光、回路の多層化、3Dチップなどの新たな実装技術を駆使したとしても、2020年代中には集積回路の微細化が限界に達し従来のノイマン型コンピュータの性能向上が頭打ちになるとみられており、量子の性質を利用する量子コンピュータの普及も期待されている。
人工知能 (AI) の利用・応用は2010年代初頭までごく限られていたが、2012年以降のディープラーニングの普及によりその実用性が大幅に増し、IoTにより生成されるビッグデータの利活用（データマイニング）や、画像認識、画像処理・音声処理や自然言語の処理、意思決定支援、自動運転車両など幅広い分野への応用が急激に進みつつある。

#### 電話・移動通信
電話機はこれらをデザインした作品においても、固定端末であることが多かった。しかしすでに2000年代初頭、日本においては、多機能な携帯電話端末は子供や若者が個人用に保有するまでに普及し、「テレビ電話」も同時期に携帯電話や固定電話で実現されている。2000年代末にはiPhone、Androidの登場を機に、タッチパネルによる直感的な操作性と、パソコン並みの柔軟な機能拡張性をそなえたスマートフォンの普及が一気に進んだ。
2010年代中ごろからは第4世代移動通信システム (4G) の普及によって大容量の通信が低コスト化し、固定回線同様の動画や音楽などの配信が携帯端末でも実用化した。将来的には第5世代移動通信システム (5G)（あるいはその先の第6世代移動通信システム (6G)）への移行に伴いさらに高速化・大容量化・低遅延化などが見込まれ、これまでの携帯端末などにおける移動通信用途にとどまらず、IoTや自動運転車両、遠隔医療・ロボット支援手術など様々な用途での活用も期待されている。

#### テレビ・ディスプレイ
テレビの形状も2000年代には、液晶テレビ・プラズマテレビの普及により薄型テレビが主流になり、従来のブラウン管型から完全に移り変わった。専用の器具を使えば当然、壁に掛けることも可能である。曲げることが可能な有機ELディスプレイも21世紀に実用化された。
また、2010年代に入り4Kや8Kなどの高解像度化や、120Hzや240Hzなどのリフレッシュレートの向上が進んでいる。また、両眼視差やホログラム技術などによる立体描写可能な3Dテレビ・3Dディスプレイ、VRデバイスも開発されている。

#### 照明
21世紀に入ってから、地球温暖化防止・環境保護の観点から消費電力が多く短寿命である白熱電球の使用が控えられるようになり、消費電力が相対的に低い電球型蛍光灯やLED照明への置き換えが進んだ。LED照明は当初は誘導灯や常夜灯など比較的低照度の用途での利用が主であったが、2000年代末から一般照明用光源としての普及が始まり、2010年代中ごろには一般用照明の主流となった。今後は有機EL照明の登場・普及も予想されている。

#### メディアの電子化
20世紀末までに、ほとんどの映像メディアが電子化され、21世紀に入ってからはデジタルカメラやカメラ付き携帯電話の普及により、写真の電子化が急激に進んだ。
2000年代以降、ニュースなどの情報も新聞社や個人によってインターネット配信されており、徐々に新聞離れ・雑誌離れが起きている。漫画や小説、その他の出版物のネット配信もされているが、2000年代までは紙の本を置き換えるほどには活用されていなかった。しかし、2010年代に入ると直感的な操作ができるタッチパネルを搭載した端末や、表示中に電力を消費しない電子ペーパーを搭載した端末が注目を集め、出版物のインターネット配信が急激に広がった。2017年には電子版の漫画単行本の売り上げが紙媒体の売り上げを上回り、出版界でも電子化の進展が目覚ましい。

#### エネルギー・環境
エネルギー分野では、省エネルギーの取り組みと並行して太陽光発電、シェールガスなどの非在来型資源の開発が進み、新興国でのモータリゼーションの進行にもかかわらず、石油の戦略性は20世紀と比べ相対的に減少している。
化石燃料の使用による二酸化炭素などの温室効果ガスの世界的な排出増大が続いており、代替エネルギーの開発は前世紀に引き続き重要な問題である。温室効果ガス排出抑制と2003年ごろからの原油価格の高騰に対処するため、世界各国で2006年ごろから脱原発の目標を見直し原子力発電所の新設に舵を切るなど「原子力ルネサンス」と言われる動きが生じていたが、2011年の福島第一原子力発電所事故で脱原発が再びブームとなった。しかし、2022年のロシアによるウクライナ侵攻で生じたエネルギー問題により再び原子力が注目されており、右往左往な状態が続いている。
究極のエネルギー技術とされる核融合炉の実用化の目処はまだ立っていないものの、2034年に運用開始が予定される国際熱核融合実験炉ITERの建設と並行して、IFMIFなどの関連技術の開発が進められている。
2020年時点ではまだ（生産活動などで排出される温室効果ガスと森林などに吸収される分が釣り合っていることを示す）「カーボンニュートラル」実現には程遠い。EU、アメリカ合衆国、日本は2050年までのカーボンニュートラル達成を掲げており、再生可能エネルギーである太陽光発電、風力発電などの普及は目覚ましいものがあるが、太陽光、風力とも変動型電源であることから大容量の蓄電設備の整備は欠かせず、スマートグリッド技術を応用した電力供給体制の整備が急がれている。

#### 自動車
21世紀初頭の20年間の日本や欧州の自動車メーカーは、1997年に採択された京都議定書などで温室効果ガス排出の抑制が求められるようになったことに加え、特に2004年から2008年にかけての原油価格の高騰の後押しもあって、低公害型内燃機関自動車の開発にしのぎを削った。日本では軽自動車などの燃費重視型低排気量車両やハイブリッドカーが主流となった。
欧州各国では低公害ディーゼル車やダウンサイズターボを採用したガソリン車へのシフトが進んでいたが、2016年にフォルクスワーゲンのディーゼル排出ガス不正問題が発覚し、他メーカーも含めてディーゼル乗用車の販売が激減した。この事件と、カーボンニュートラル達成のために温室効果ガスの排出のさらなる抑制が求められたことを機に、自動車業界は従来の化石燃料を燃料とする内燃機関による駆動から、マイルドハイブリッドやプラグインハイブリッド車（PHV）を経て、蓄電池式の電気自動車や燃料電池車への転換を目指す「電動化」に舵を切ることになった。
EUは2035年までに内燃機関車（ガソリン、ディーゼル車だけでなく、低公害車とされるLPG自動車やプラグインハイブリッドカーを含む）の発売禁止を打ち出したが、後に方針を変更し「環境に良い合成燃料を使うエンジン車は認める」と表明している。合成燃料の利用が可能になれば、HV技術を生かした日本車は有利になる可能性がある。アメリカ合衆国も、2030年までに新車販売の半数を水素自動車などを含むゼロエミッション車にする方針を打ち出している。
情報化の波は自動車も例外でなく、21世紀初頭において乗用車にはカーナビゲーション、テレマティクスの装備が一般化した。さらに、高知能自動車（スマートカー）の開発が進み、「高度道路交通システム」(ITS) と連動して、車間距離を保ったり、道路交通情報がリアルタイムで取得可能になるような技術開発が進められた。自動車の自動運転システムについても2010年代に入り開発が活発化しており、自動運転車の「レベル1」「レベル2」に当たる衝突被害軽減ブレーキや アダプティブクルーズコントロールの搭載は既に一般化、 自動駐車の搭載も広がりつつある。日本では2021年11月以降に販売される新型車は衝突被害軽減ブレーキの搭載が義務化されるなど、先進国で販売される自動車は先進安全装備の搭載が常識化しつつある。

#### 航空機

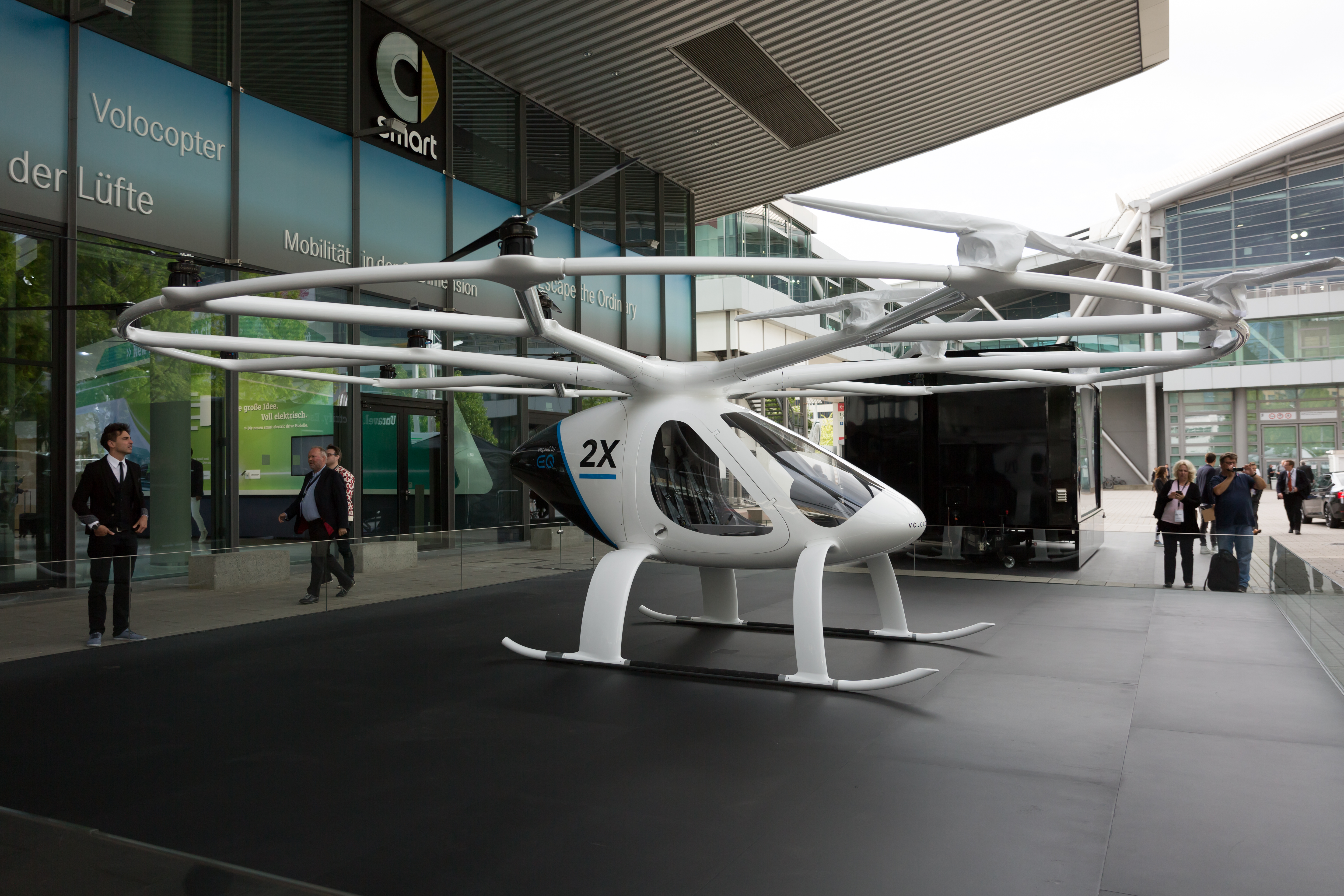
eVTOL (ボロコプター2X)

無人航空機は軍事分野を先頭に普及した。前世紀末までは偵察機や標的機としての利用に限られたが、2001年から始まった対テロ戦争には無人攻撃機（UCAV）が実戦投入され、無人機が人間を殺害する時代が到来した。民生分野でも、2010年代にはドローンビジネスとして、土木や観光、警備救難、運送など無人機が幅広い分野で活用されるようになった。
電動化の波は空の乗り物も例外ではなく、電動航空機の開発が活発化してきており、マルチコプター技術などを活用した「有人ドローン」（Passenger drone）や「空飛ぶクルマ」(Flying car）と称されるeVTOLの実用化に向けたプロジェクトが各地で立ち上がっている。しかし、浮上は地上走行に比べて原理的に非効率であり、eVTOLによるエアタクシーが実用化されてもニーズは限られるとする指摘もある。また、航空機の電動化はヘリコプターやリージョナルジェットなどの小型機に限られ、それもガスタービンエンジンなどと組み合わせたハイブリッド方式が主流であろうと予想されており、長距離の空の旅はジェット機が主流という状況は当面揺るがないであろうと考えられている。
環境と安全性が重視される世相に合わなくなった超音速旅客機であるコンコルドは2003年に終航を迎え、かつて現実のものであった超音速での空の旅は再び「夢」となってしまった。このためソニックブームが少ない超音速旅客機の研究開発が進められている。

#### 鉄道
旅客鉄道は、20世紀末より都市部を中心にホームドアや自動運転の普及が徐々に進んでいる。非電化鉄道では自動車のハイブリッド技術をフィードバックしたハイブリッドカーが実用化されたほか、実用的な蓄電池式車両が登場し、非電化区間に「電車」を走らせることも可能となった。
貨物鉄道は、エネルギー効率に優れ温室効果ガスの排出が少ない輸送手段であるが、日本における鉄道貨物は20世紀末にトラックとの競争に敗れシェアが激減、トラック運転手の負担軽減やモーダルシフトが叫ばれる中でも回復していない。物流業界は低炭素社会への対応のため、トラックの電動化と並行して、旅客列車での荷物輸送も含めた鉄道輸送の活用を模索している。
高速鉄道は、フランスのTGVは既に1993年に営業最高速度を300km/hに引き上げており、2007年には営業運転速度ではないが鉄輪式鉄道の世界速度記録、574.8km/hを記録した。この速度はすでにリニアモーターカーの最高速度の領域である。日本でも1997年に新幹線500系電車の登場により山陽新幹線で300km/h運転を始めている。
2000年代には上海トランスラピッドが運行を開始し、中速交通ではHSST（愛知高速交通東部丘陵線で採用）で磁気浮上式リニアモーターカーの営業運転が始まったが、21世紀前半時点では東アジアに数路線程度に留まる。超電導磁気浮上式リニアモーターカーについては、JR東海が2027年以降をめどに超電導リニアによる東京〜名古屋間の営業運転開始を目指す（リニア中央新幹線）。また、新技術としてハイパーループが研究されている。

#### 街並み・建築
世界的には20世紀後期にハイテク建築・ポストモダン建築など新奇なデザインへの試みが精力的になされた。21世紀に入ってからは設計にコンピューターを駆使 (CAM) した脱構築主義建築なども登場した。中国やシンガポール、中東を中心に現代建築が各地で建てられ、アジア新興国の中心部では現代建築が林立する景観が見られる。
21世紀に入ってからの建築技術の進歩としては、先述のCAMのほか、CLTの使用により、木造の高層建築が登場していることが特筆される。また、前世紀末からの流れではあるが、特に住宅建築は省エネルギー化の要請により気密性能の強化、断熱構造の高度化が進んだ。1980年代以降、寒冷地から複層ガラスや樹脂サッシ、高性能な断熱材が徐々に広がり、2010年代頃から温暖な地域でも一般化しつつある。気密性の強化により新築住宅では24時間自動換気が標準化（日本では2003年に義務化）し、極寒の地でも、暖房なしでも過ごせるパッシブハウスも現れた。
日本の街並みは全国的には20世紀末期以降から劇的な変化は無いが、家庭の気密化と商業施設の高層化が進み、都市部においては中高層のオフィスビルやタワーマンション、現代建築も都市再開発とともに林立するようになった。

#### 宇宙開発
宇宙開発の分野は、20世紀のフィクションと比べて著しく遅れている。これは、冷戦下における超大国同士の競争として莫大な資金をつぎ込まれていた宇宙開発が、米ソ両国の財政状況により1970年代以降鈍化し、冷戦の終結とともに停滞したことや、宇宙速度を振り切って大量の資材を搬送するという宇宙開発の原理的困難が解決される見通しがついていないことが要因に挙げられる。
21世紀に入りアメリカ航空宇宙局 (NASA) は、ブッシュ大統領の宇宙政策に基づき、2020年までに再度月面の有人探査を行い、その後に火星の有人探査も実現するという「コンステレーション計画」を発表したが、計画の遅れや予算の圧迫などを理由に中止となった。この計画では月面基地の建設も構想されていた。一方で、オバマ大統領は2030年代半ばの実現に向けた有人火星探査計画を2010年に発表している。月より遠距離に到達可能な新型ロケットの2025年までの開発、小惑星の有人探査に続き、2030年代の火星軌道への到達、そして有人火星探査を実現するというものである。その後、次の政権に就いたトランプ大統領は月面開発を足がかりにして火星への有人探査を目指す新たな方針を2017年に表明しており、NASAも2024年までに再び月面への有人着陸を目指す「アルテミス計画」を2019年に発表している（2021年11月時点で有人月面着陸計画は、2025年以降に遅れる見込み）。
アメリカ合衆国以外では、中国が月面での有人探査と基地建設を目指している他、ロシアや欧州宇宙機関 (ESA) でも有人火星探査計画が構想されている。
宇宙旅行については、ヴァージン・ギャラクティックやスペースXなど複数の民間企業が企画・研究開発しており、ヴァージン・ギャラクティックは日本円で1席約5000万円とかなりの高額ではあるが、宇宙旅行チケットを販売している。